# Ernst Hugo Heinrich Pfitzer

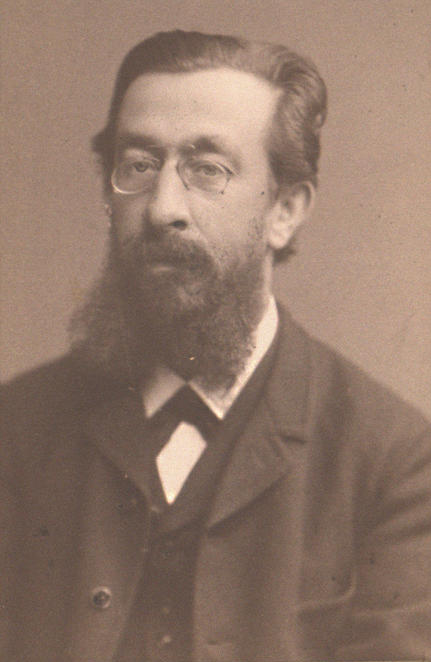
Ernst Hugo Heinrich Pfitzer. 1886

Ernst Hugo Heinrich Pfitzer  (1846 – 1906) foi um botânico alemão.